# Las señoras primero
Las señoras primero es una obra de teatro de Juan José Alonso Millán, estrenada en el Teatro de la Comedia de Barcelona, el 30 de diciembre de 1959.

## Argumento
Carlos y Raquel son dos desconocidos que coinciden casualmente en un hotel de San Sebastián. Él está desesperado y dispuesto al suicidio, porque el amor de una mujer le llevó a robar el dinero de su empresa. Ella, por su parte, está de viaje de novios con su marido Víctor.

## Representaciones destacadas
- Teatro (Estreno, 1959). Dirección: Conrado Blanco. Intérpretes: Carlos Mendy (Carlos), Carmen de la Maza (Raquel), José Luis Heredia (Víctor), Manolo Codeso (Conserje).
- Teatro (Estreno en Madrid, 5 de junio de 1962). Dirección: Esteban Polls. Intérpretes: Carlos Muñoz (Carlos), Ángela María Torres (Raquel), José Luis Heredia (Víctor), Marcelo Arriota (Conserje).
- Televisión (en el espacio Estudio 1, de TVE; 11 de enero de 1967). Intérpretes: Carlos Lemos, Gemma Cuervo, Valeriano Andrés, Juanjo Menéndez.